# Rue al-Rashid
La rue al-Rashid, parfois orthographiée Al-Rasheed, est une voie de Gaza.

## Situation et accès
La rue al-Rashid est située à Gaza. Elle est présente dans le quartier Rimal.  La rue al-Rashid est l’artère centrale du bord de mer de Gaza,.

## Historique
Le 29 février 2024, une fusillade cause la mort d’au moins 110 personnes durant une distribution d’aide alimentaire, selon le Ministère palestinien de la santé,.